# Den Haag Centraal (krant)
Den Haag Centraal (DHC) is een lokaal Haags weekblad dat vijftig keer per jaar verschijnt. Het wordt gemaakt en geschreven door professionele Haagse journalisten. Er is sinds 2014 ook een app beschikbaar.
Den Haag Centraal is een lokale krant. Relevante zaken op het gebied van gemeentepolitiek, stadsontwikkeling, verkeer, onderwijs, zorg en economie krijgen de aandacht. Het culturele leven vormt een wezenlijk bestanddeel. Verder worden achtergronden bij en duiding van het Haagse nieuws gegeven. Ook de Haagse sport wordt belicht. Daarnaast is er ruimte voor recepten- en restaurantbeoordelingen en columns. Er is een aparte cultuurbijlage.

## Geschiedenis
Met de opheffing van de zelfstandige Haagsche Courant, per 1 september 2005, ontstond qua nieuwsvoorziening een leemte in Den Haag. Een aantal Hagenaars besloot daarin te voorzien door een nieuw blad op te richten. De krant is opgericht op 18 mei 2007 door Coos Versteeg (oud-journalist van de Haagsche Courant) en Robert Conijn. Op 30 augustus 2012 werd het faillissement aangevraagd, maar op 12 september 2012 was een doorstart mogelijk.
Sinds 2016 maakt de krant winst, de oplage groeide dat jaar naar 15.000. "Hagenaars hebben behoefte aan een lokale krant naast de Volkskrant of NRC", stelde hoofdredacteur Herman Rosenberg in een interview.

## Waardering
De krant heeft drie keer de Haagse Persprijs gewonnen, te beginnen met de allereerste toekenning in 2019. Toen nam hoofdredacteur Herman Rosenberg de prijs in ontvangst. Het was een waardering voor de reeks artikelen die hij schreef naar aanleiding van de sluiting van HMC Bronovo. De jury prees zijn vasthoudendheid en dossierkennis. In 2023 won DHC-redacteur Jeroen van Raalte de Haagse Persprijs. De jury was lovend over Van Raaltes "mooi geschreven, grondige en toegankelijke onderzoeksverhalen over uiteenlopende onderwerpen". In 2025 won ook DHC-journalist Hester Heite de prijs. De beoordelingscommissie was in het bijzonder getroffen door haar artikel over Eritreeër Mars Amanuel Solomon die op 17 februari 2024 deelnam aan de gewelddadige demonstratie tegen een feest van regeringsgezinde Eritreeërs in het Haagse zalencentrum Opera.